# Yongala
Yongala es una pequeña localidad situada en el estado de Australia Meridional. Tiene una población de aproximadamente 80 personas se conecta por carretera a Peterborough. Fue fundada el 23 de mayo de 1876 y en cinco años ya tenía una población de 353 ya que los urbanizadores anticiparon la conexión al ferrocarril. En su lugar el ferrocarril pasó por la cercana ciudad de Peterborough.
Yongala está situada en una meseta y las nevadas en invierno son comunes. El poblado retiene algunos récords de la temperatura más baja en Australia Meridional.

## Historia
Yongala se estableció como un hundred y parte del condado de Dalhousie en 1871 como uno de los primeros de los 12 hundreds en ser declarados en ese condado. La tierra pudo ser adquirida en un hundred tan pronto como había sido declarada.

## Distancias hacia otras ciudades
- 238 km a Adelaida
- 91 km a Port Pirie
- 11 km a Peterborough